# Château de Drachenburg

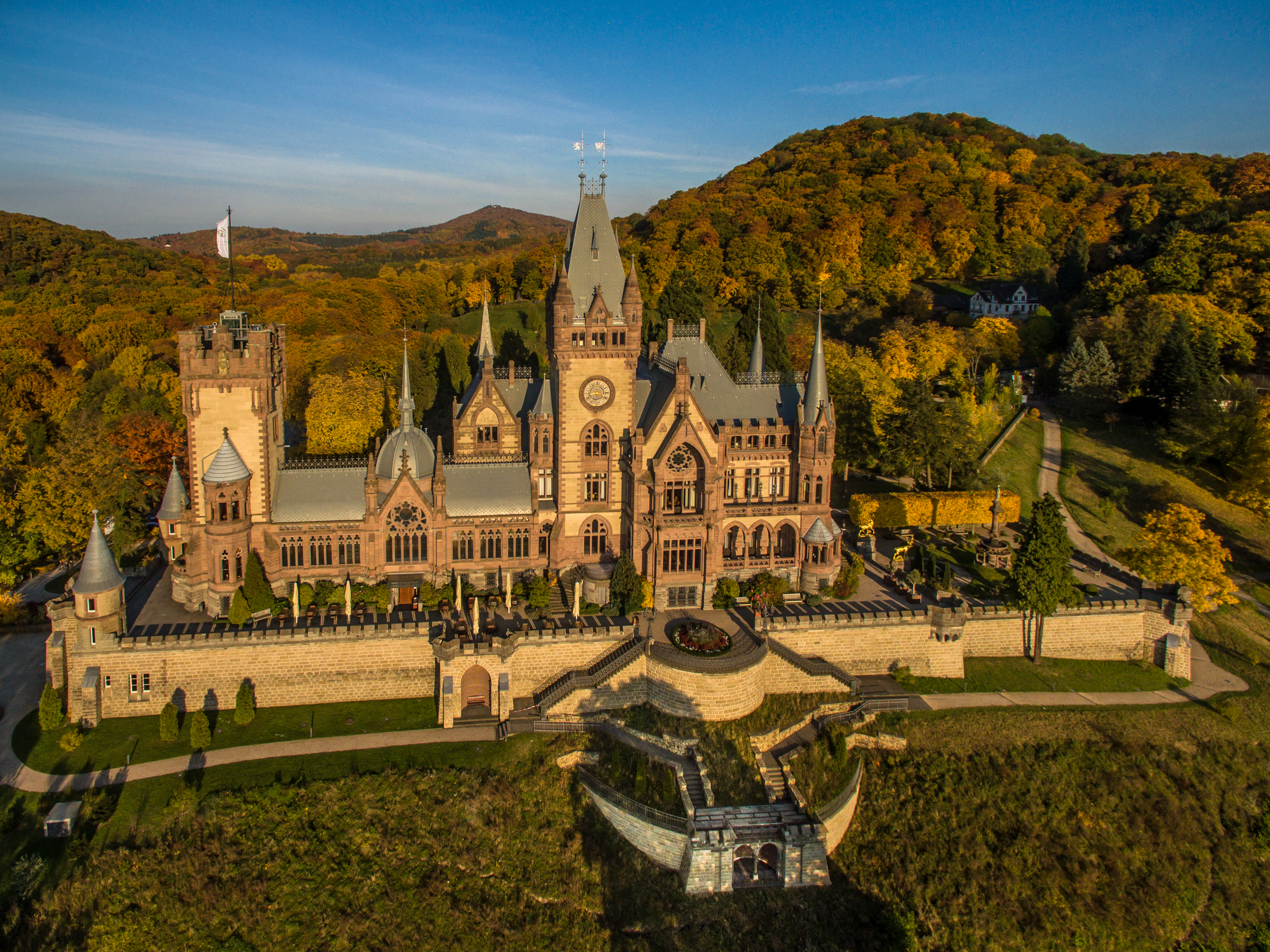
Le château de Drachenburg vu du ciel au printemps 2015.

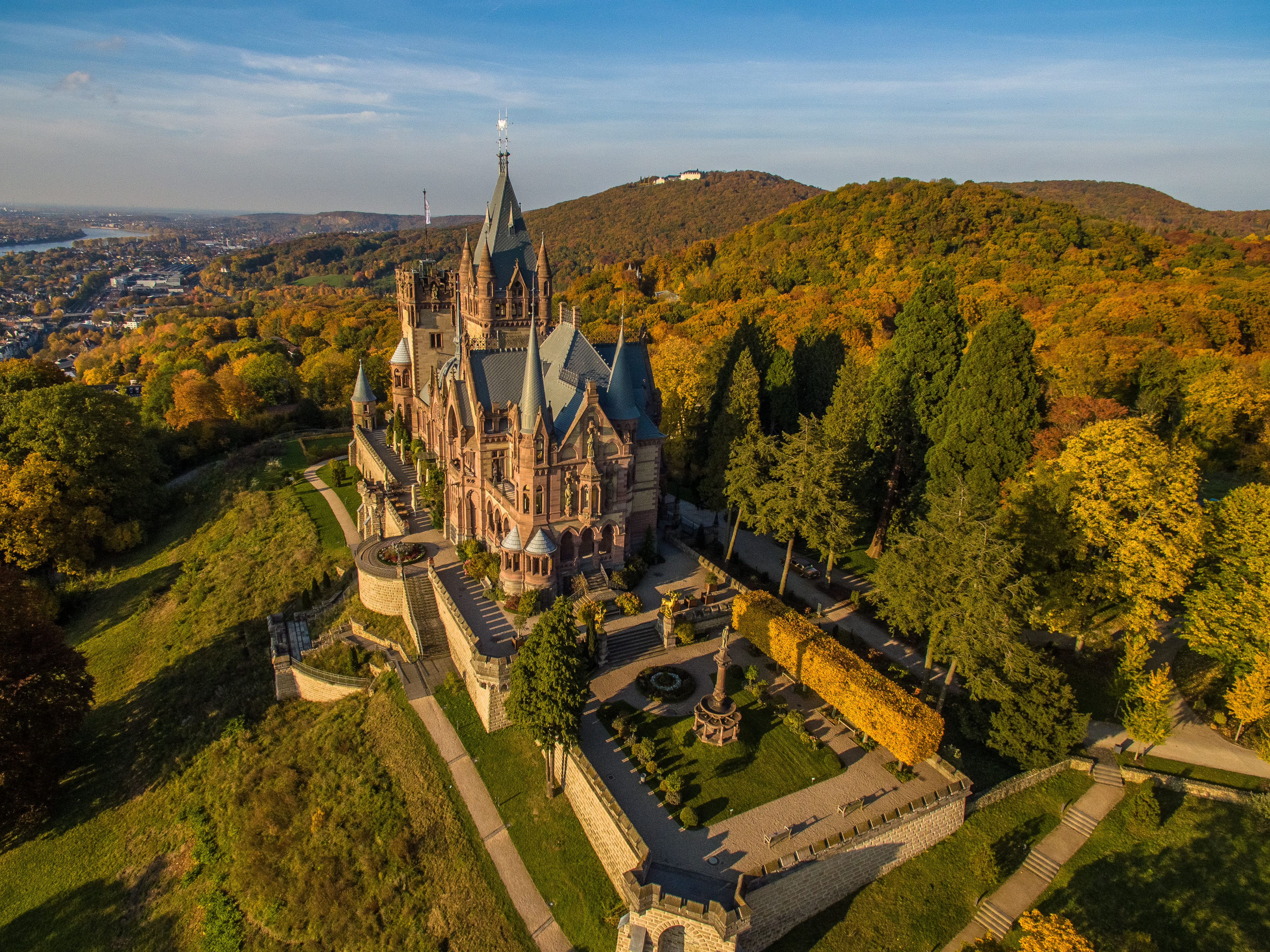
Le château de Drachenburg vu du ciel au printemps 2015.

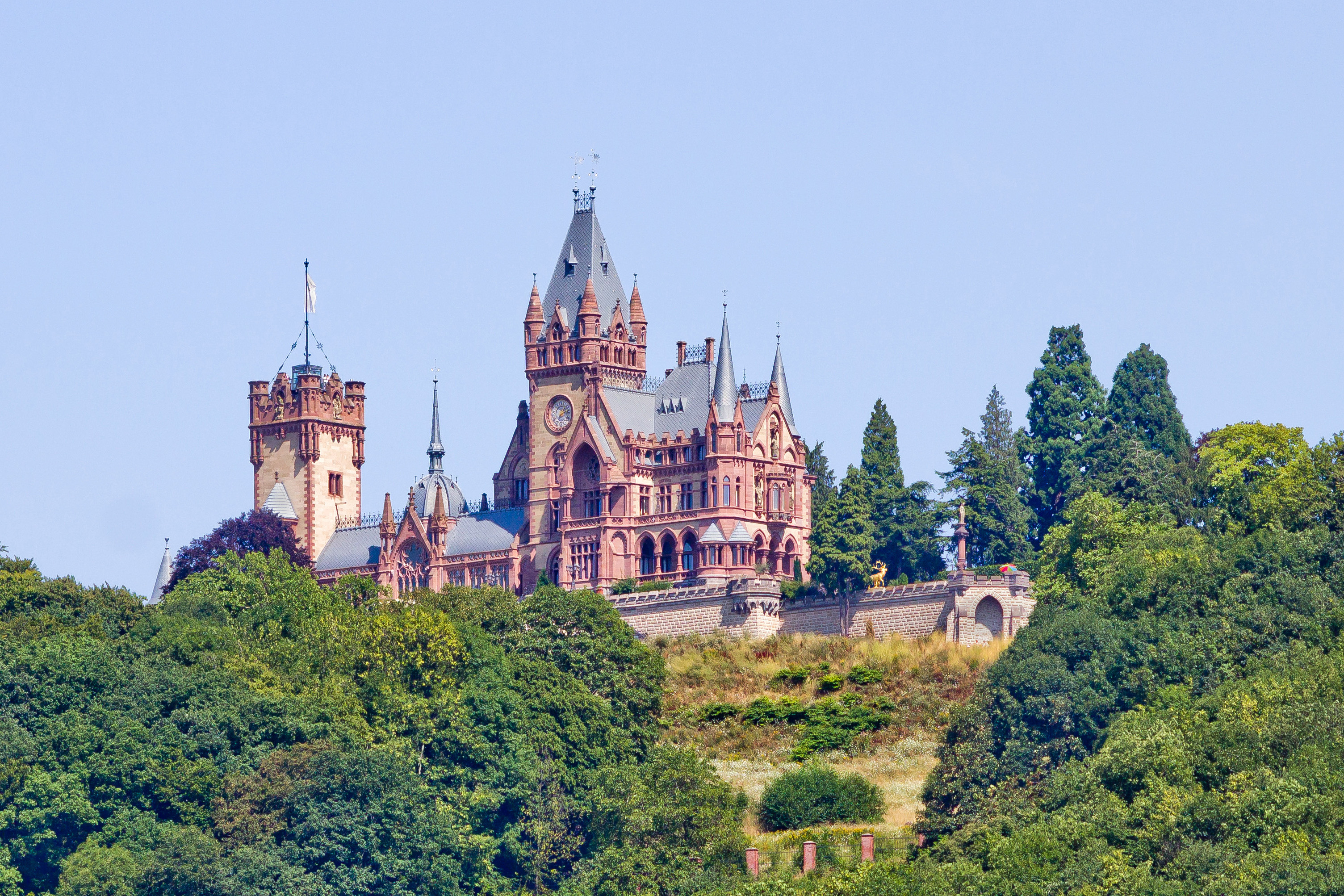
Vue du château depuis Bonn-Mehlem.

Le château de Drachenburg est un château d’agrément construit sur le Drachenfels à Königswinter dont la construction fut entamée en 1882. Contemporain du château de Neuschwanstein en Bavière, il fut entièrement édifié en un temps record de deux ans dans un style historistique d'inspiration néoromantique. Sa vocation initiale était de servir d'habitation à son propriétaire, le financier devenu plus tard baron Stephan von Sarter (né en 1833 et mort en 1902) ; il n'y vécut finalement jamais. Après sa mort, le château eut de nombreux usages différents.
En 1986, le château de Drachenburg fut inscrit comme patrimoine protégé et confié en 1990 à la Nordrhein-Westfalen-Stiftung Naturschutz, Heimat- und Kulturpflege. De 1995 à 2010, il fut restauré dans son état d'origine et aménagé comme musée du Gründerzeit, avec un focus sur la culture des habitations de l'époque. Les entreprises de restauration Bachmann & Wille et les bâtisseurs de Quedlinburg reçurent en 2011 le prix Peter Parler pour la reconstruction de l'escalier d'entrée. Les salles intérieures comme les peintures murales et vitraux d'origines furent conservés autant que possibles et refait autrement. Le parc du château est un exemple du genre et fait partie de plusieurs réseaux internationaux comme le European Garden Heritage Network.
Un musée sur l'histoire de la protection de la nature est aussi hébergé par le château.

## Histoire

### Au départ villa privée
Le château fut érigé entre 1882 et 1884 comme villa privée du financier parisien originaire de Bonn Stephan von Sarter. Issu de la petite bourgeoisie, il avait fait fortune au cours de sa brillante carrière de spéculateur en bourse et collaborateur de Ferdinand de Lesseps. Sa richesse le lui permettant, il décida en 1881 d’édifier une grande villa. Pour son emplacement, il ne choisit pas la proximité de Paris, sa ville d'adoption, mais celle de Bonn, sa ville natale. Son choix se porta sur le Drachenfels, volcan éteint, très visité à l'époque pour son château fort. Il choisit comme architectes un jeune duo de Düsseldorf, Bernhard Tüshaus et Leo von Abbema. Ensuite, c'est l'étudiant en construction de cathédrale de Cologne Wilhelm Hoffmann qui sera chargé de l'organisation des travaux. Avec la construction de ce château, Sarter montrait sa grande confiance dans l'empire allemand nouvellement fondé. Il souhaitait aussi l'utiliser pour recevoir son amour de jeunesse, mais celle-ci était déjà morte et enterrée à l'achèvement des travaux. Stefan von Sarter continua à vivre à Paris jusqu'à sa propre mort en 1902. Il avait alors dépensé plus d'1,7 million de Marks pour son château.
En 1885, le recensement de la ville de Königswinter dénombrait 16 habitants dans deux bâtiment à Drachenburg.

### Historicisme et industrialisation
Le magnifique ensemble est construit selon la mode historiciste, un style du XIXe siècle reprenant des éléments éclectiques issus de toutes les périodes historiques. Avec son abondance de tourelles, d'oriels et de merlons, le bâtiment est essentiellement basé sur l'architecture du Moyen Âge. L'architecture richement décorée reflète l'âge d'or du Saint-Empire et l'art et la culture de l'époque. Mais contrairement à son aspect extérieur, l'intérieur du bâtiment est équipé des technologies les plus modernes de l'époque : lampes à gaz pour l'éclairage, chauffage soufflant centralisé... De même, les escaliers en colimaçon sont faits en pièces de fonte normalisées, et la structure de l'ensemble et de la toiture est faite de poutrelles d'acier rivetées. Ces matériaux de construction modernes sont l'explication du temps total de construction si court de trois ans. Trois architectes, vingt artisans et vingt artistes ont œuvré en même temps à cette construction, aidés de trois contremaîtres et de très nombreux ouvriers.

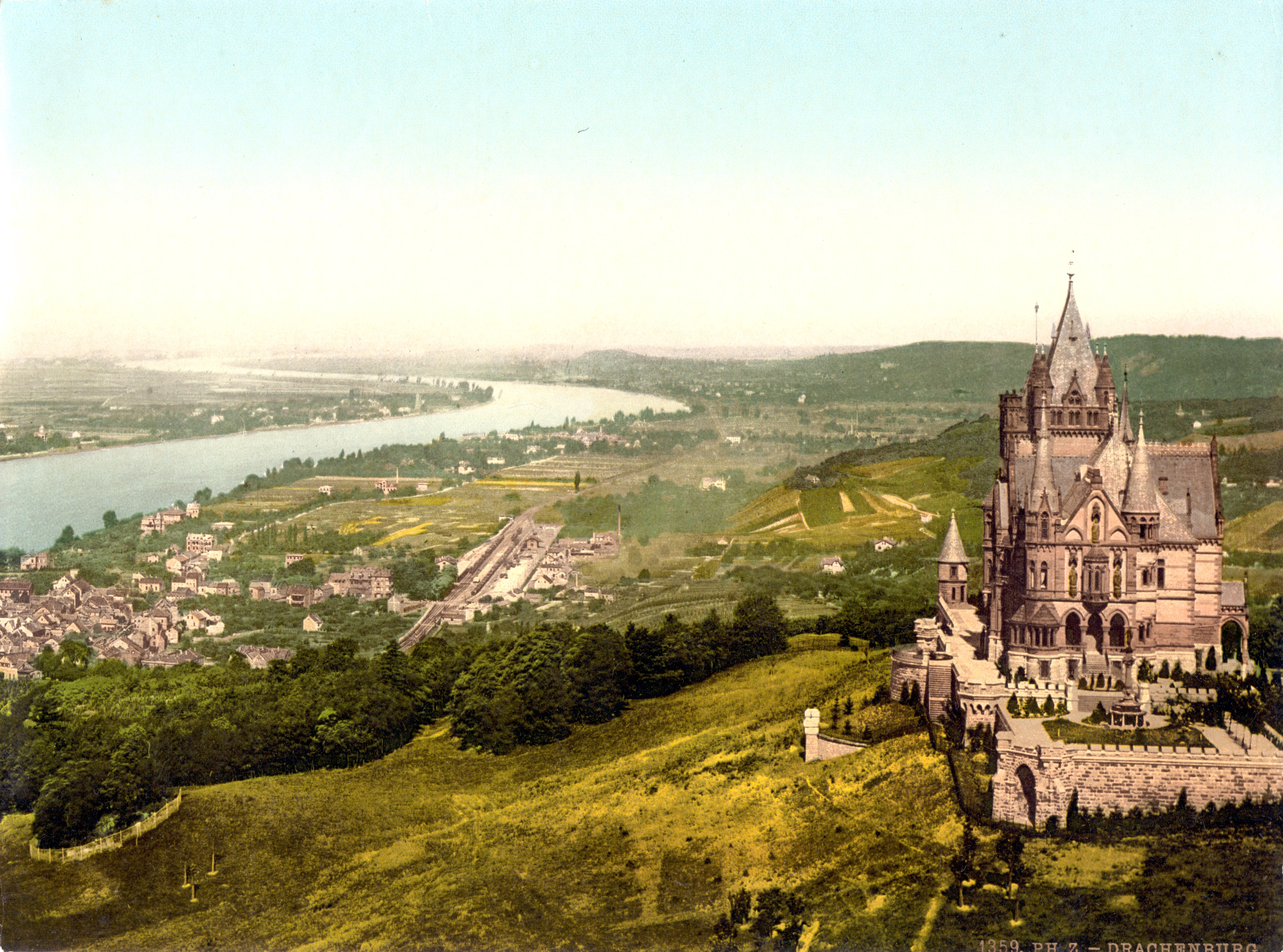
Drachenburg en 1900.
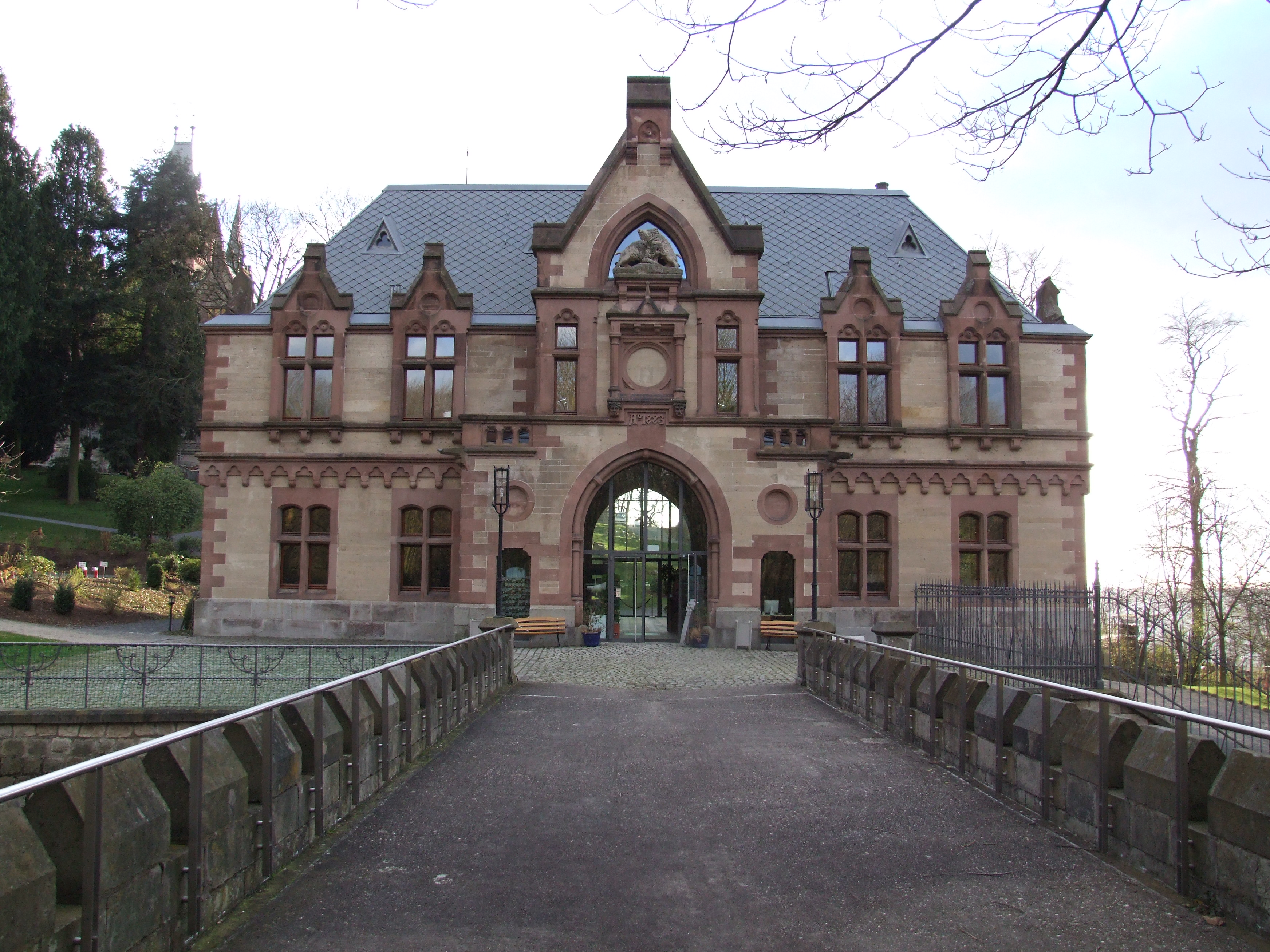
Bastion d'entrée.
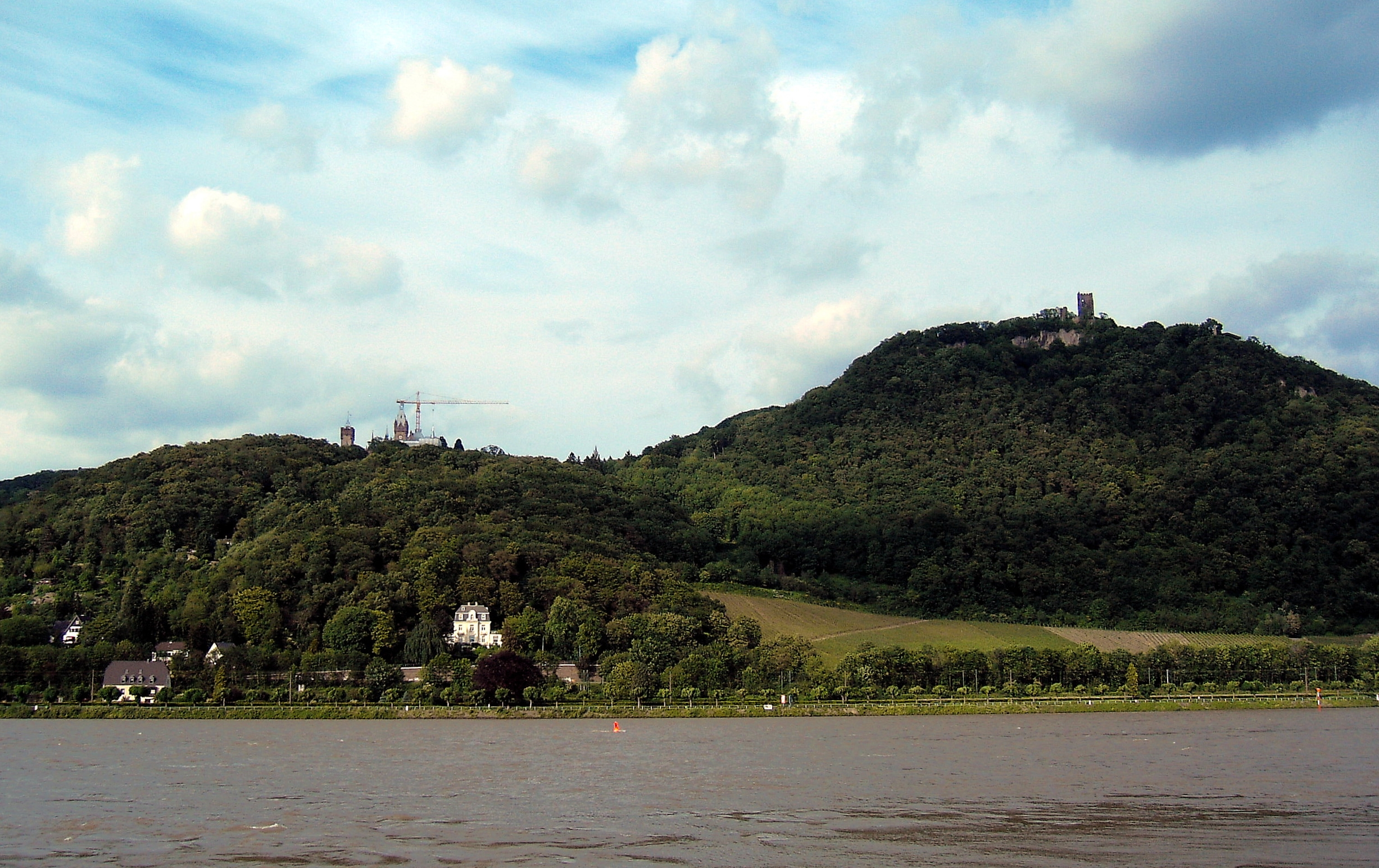
Drachenburg (à gauche) et les ruines du château fort de Drachenfels (à droite).
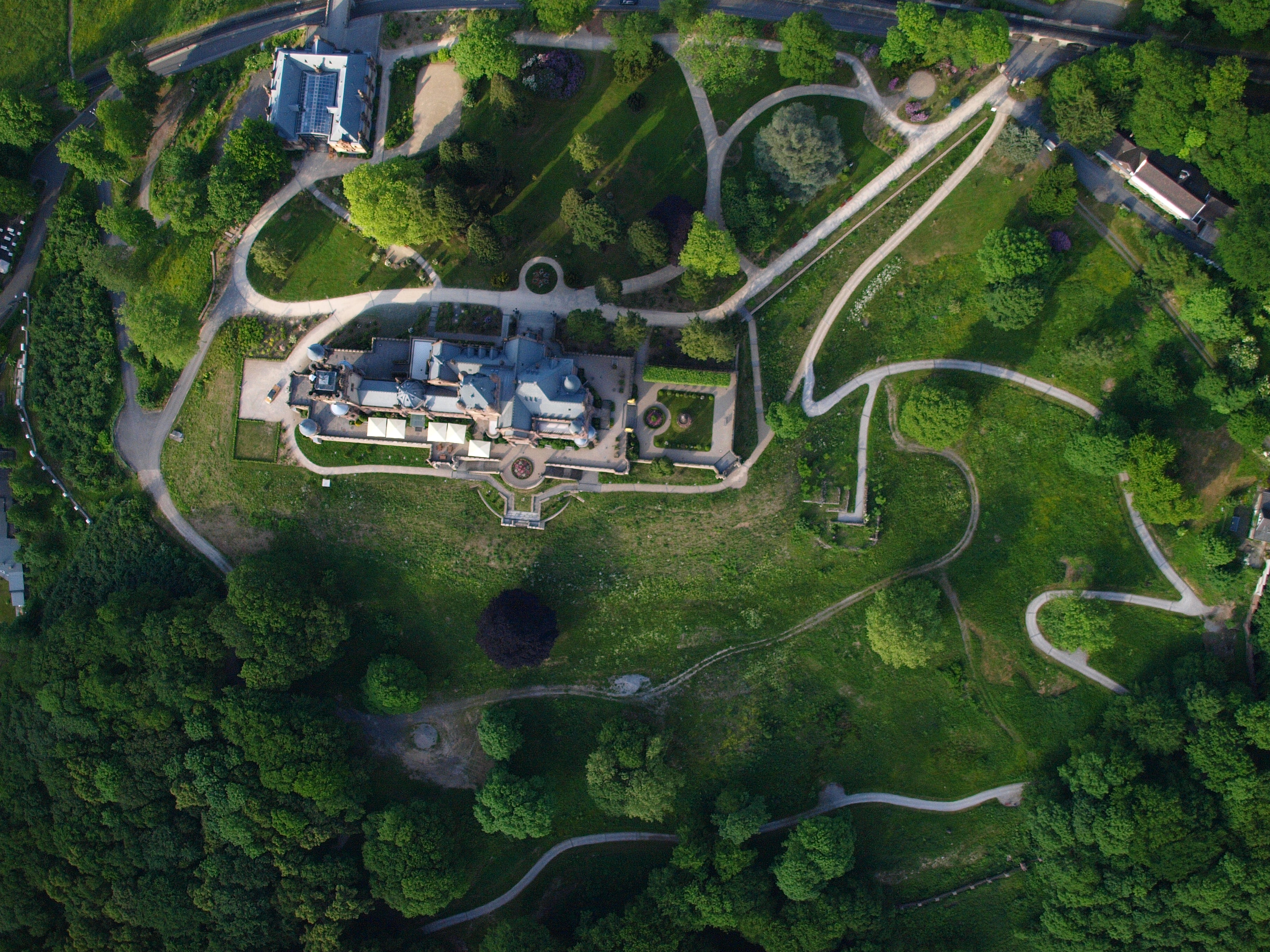
Drachenburg et son parc.
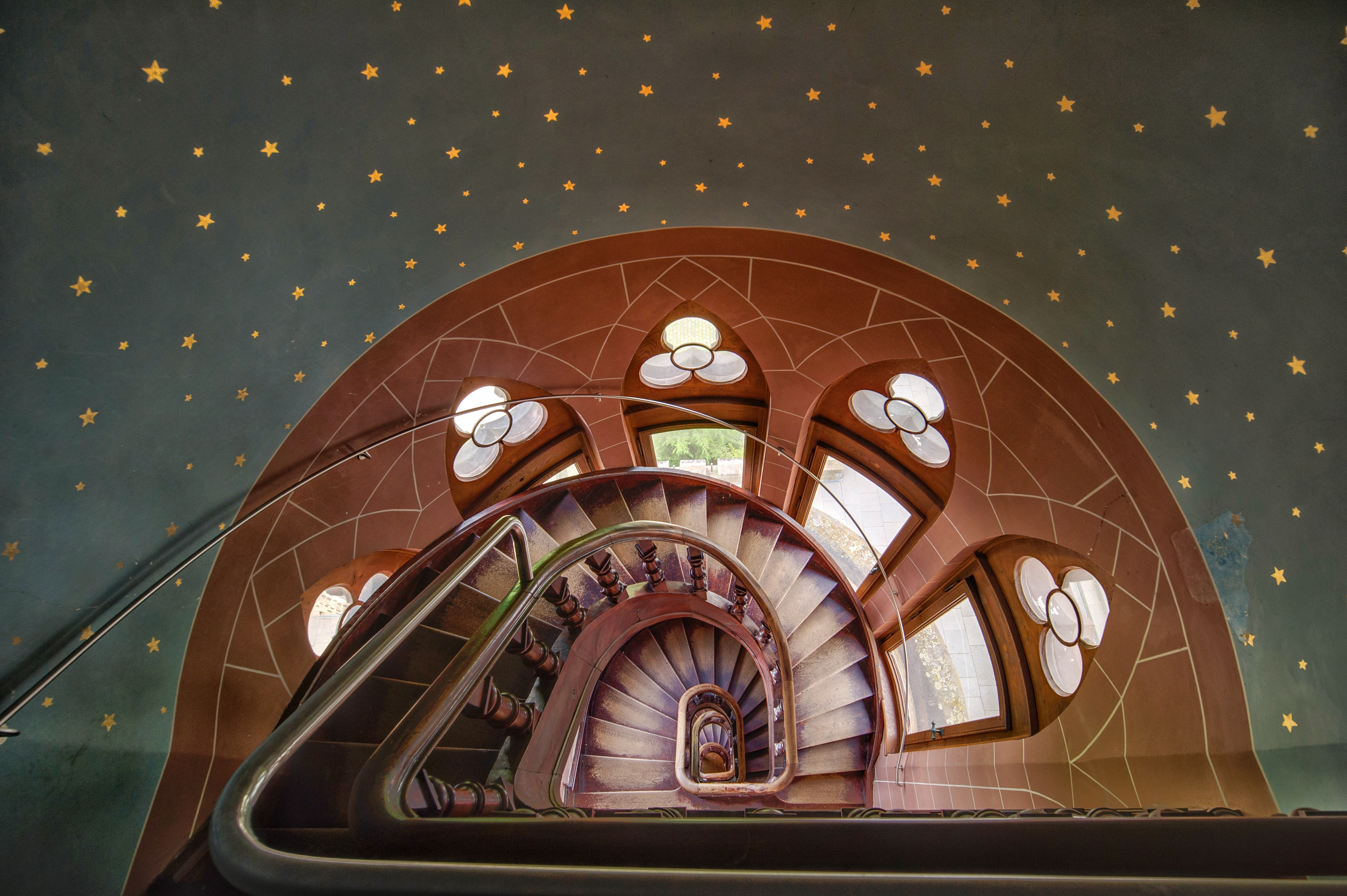
Un escalier en colimaçon du château de Drachenburg. Photo juin 2019.

### Musée et lieu de villégiature
À la mort du baron Stephan von Sarter, sans enfant en 1903, son neveu Jakob Hubert Biesenbach (1870–1947) hérite du château. Pour le rentabiliser,  il l'ouvre au public. On pouvait alors en visiter l'intérieur pour 0,50 Mark. La grande halle servait de salle d'exposition-vente pour des œuvres d'art et les visiteurs pouvaient acheter un guide de visite illustré, des cartes postales d'art et des images du château. Pour accueillir les visiteurs, Jakob Biesenbach terrasse et démolit certains vestiges du vieux château fort afin de construire un hôtel-restaurant dans le style suisse en 1904. Le château lui-même subira aussi des modifications, dont notamment la construction d'un restaurant et de plusieurs salles de réception au sous-sol.

### Maisons d'été nordique
Les années suivantes, des maisons nordiques avec deux à trois chambres sont construites dans le parc du château. Il reste aujourd'hui encore quatre de ces maisons. En 1910, le château est vendu au Rittmeister D. Egbert von Simon, puis en 1923 à l'industriel Hermann Flohr. Ces deux propriétaires gardent le parc en état.

### Pensionnat catholique St. Michael
En 1931, le château de Drachenburg fut aménagé en internat catholique par l'ordre des frères des écoles chrétiennes, sous le nom d'internat Saint Michael. Les frères des écoles enseignaient sous l'idéal des mouvements de jeunesse : la simplicité, la proximité avec la nature et la coopération amicale.

#### Ventes aux enchères et conversion
Les ornements et meubles intérieurs étant incompatibles avec la philosophie de l'école, ils furent vendus aux enchères en 1930. Les chambres furent reconverties en dortoirs, les appartements de l'étage supérieur en salles de classe, le grand hall en chapelle et la buvette en sacristie. Au sous-sol, le restaurant devint un réfectoire et les autres pièces furent utilisées comme stockage. Les éléments ne pouvant être retirés et vendus, comme la statue de Vénus sur la terrasse ou celles des bacchantes furent couvertes. Les élèves vivaient dans les maisons nordiques qui furent agrandies. Le parc fut partiellement utilisé pour l'agriculture, avec un grand potager et plusieurs serres pour fruits et fleurs. 
En 1938, résultat de la pression politique des nazis, les frères durent finalement fermer le pensionnat et le syndic céda le château en août 1938 au ministère du Reich à l'éducation, qui en fit une école de politique nationale, qui ouvrit le mois suivant, à la rentrée de septembre.

### Adolf-Hitler-Schule
Racheté ensuite par la Deutsche Arbeitsfront pour 600 000 Reichsmark, le château accueille ensuite à partir de 1942, dans la même configuration, une école Adolf-Hitler (Adolf-Hitler-Schule) auparavant située à Waldbröl, servant à former les futurs dirigeants nazis de la région de Köln-Aachen. Afin que le château convienne mieux à son usage, l'entrée d'origine est démolie pour laisser place à un double escalier et un grand porche. Le parc est aménagé afin de servir à l'entraînement militaire des élèves. Durant la guerre, le château accueillait une DCA, il hébergea aussi l'école de dirigeants de Coblence à partir de l'été 1944.

### Dégâts de la guerre
Durant les derniers jours, le château fut sérieusement endommagé par les bombardements et les combats qui s'ensuivirent. La façade ouest donnant sur le Rhin porte encore de nombreux impacts de balles. La coupole centrale du grand hall fut détruite, ainsi que l'essentiel des vitraux. En mars 1945, les troupes américaines prirent finalement le château sans combattre. Il servit temporairement de siège au commandement central, puis de casernement. Après le départ des troupes, les fresques avaient été arrachées et détruites ou volées.

### École centrale de la Reichsbahn
De 1947 à 1960, le château fut employé par la Deutsche Reichsbahn puis la Deutsche Bundesbahn, service public de transport ferroviaire allemand. La direction de l'entreprise, basée à Wuppertal l'utilisait comme école centrale pédagogique. À partir de décembre 1948, elle fut complètement employée comme école ferroviaire.

### Rénovation de 1948
Les dommages de guerre furent amoindris lors d'un grand chantier de restauration de 18 mois, mais la pénurie de matériaux empêcha les ouvriers de redonner à l'édifice son intégrité. Le grand hall reçut une couverture temporaire et la façade ouest fut entièrement murée.

### Manque de reconnaissance
Depuis 1953, le Land de Rhénanie-du-Nord-Westphalie était propriétaire de l'ensemble, après la renonciation des frères des écoles. L'école de la Bundesbahn déménagea finalement en 1960 et, faute d'intérêts, le château de Drachenburg fut laissé vide pendant plusieurs années. Le gouvernement avait l'intention de le démolir pour le remplacer par un immeuble de bureaux modernes. Grâce à une mobilisation citoyenne appuyée par quelques politiciens et l'important engagement de l'historien originaire de Königswinter Theo Hardenberg, le château fut finalement sauvé à la condition qu'un usage lui soit trouvé.

### Abandon et délabrement
Le parc ainsi délaissé devint impraticable. Le château fut visité par de nombreux vandales et pilleurs et l'ensemble des peintures murales restantes disparurent, les boiseries finirent en bois de chauffage et les lampes en fer forgé d'origine furent volées. La presse locale indique que le château fut transformé en "bastion sensationnaliste" et qu'il était habité de sans-abris.

### Le château est sauvé
En 1971, l'entrepreneur Paul Spinat racheta ce qu'il restait du château avec l'intention de le sauver. À cette époque où l'intérêt pour les constructions de l'empire était très bas, il l'acquit pour un demi million de Marks, payables sur dix ans. Il investit plusieurs millions pour le restaurer entièrement. En 1973, le château put enfin être ouvert au public.

### Rénovation et revalorisation
Le nouveau propriétaire réaménagea le château à sa façon, en essayant de faire revivre l'endroit. Les peintures murales furent refaites par des jeunes artistes contemporains, les vitraux cassés furent remplacés par des fenêtres colorées. Les pièces furent meublées avec un mobilier éclectique d'antiquaire comportant de nombreuses curiosités, dont un prétendu trône de Louis XIV. Le parc fut aussi réaménagé avec des balustres en béton et une piscine à colonnades. Paul Spinat était célèbre pour ses idées originales, il allait par exemple à son château avec une Rolls-Royce dorée. Les évènements culturels étaient sa grande passion et il utilisait le château à cette fin, invitant par exemple Andy Warhol pour y peindre. On peut également citer parmi les évènements marquants de cette revalorisation les « concerts » d'orgue que donnait régulièrement Paul Spinat lui-même. En réalité il faisait jouer un enregistrement sur un magnétophone en faisant semblant de jouer. Sa propre femme crut jusqu'à sa mort à ses talents d'organiste, jusqu'à ce qu'on lui montre l'injouabilité de l'orgue.

### La fondation de Rhénanie-du-Nord-Westphalie reprend l'ensemble
En 1986, l'ensemble fut déclaré monument national et inscrit au patrimoine protégé. La région l'acquis trois ans plus tard pour huit millions de marks et le confia à sa fondation pour la protection de la nature et du patrimoine. Le château de Drachenburg est depuis cette date géré conjointement par la fondation d'état et la ville de Königswinter.

### Protection du patrimoine et restauration
Une restauration complète fut décidée en 1994, après une étude détaillée des bâtiments et du parc. Prévue pour durer dix ans, elle s'étala jusqu'au 3 juillet 2010, date de réouverture au public du château. Il est toujours desservi par le petit train du Drachenfels.
La reconstruction de l'entrée historique et des abords fut achevée en 2011.
L'exposition permanente ouvrit finalement en juillet 2011.